# Таратута, Александр Григорьевич
Александр Григорьевич (Овсей-Меер Гершкович) Таратута (10 декабря 1879, Новомиргород — 28 сентября 1937, Верхнеуральск) — российский революционер, сначала член РСДРП, затем анархист-коммунист.

## Биография
Родился в бедной многодетной еврейской семье, отец был мелким служащим. В шестнадцать лет ушел из дома, стал членом РСДРП, вёл революционные кружки среди рабочих Одессы, Киева, Николаева. В 1901 году во время демонстрации в Киеве был арестован, после освобождения перешел на нелегальное положение, вёл пропаганду в Нижнем Новгороде, в Твери и в других городах.
Затем уехал в Швейцарию, где пробыл почти весь 1903 год. Там он стал анархистом. Вернувшись в Россию, он застал широкое развитие анархистского движения. На конференции анархистов в Одессе он был избран делегатом на анархистский съезд в Лондоне, который состоялся в декабре 1904 года.
После съезда в январе 1905 года вернулся в Россию, но при нелегальном переходе границы был выдан контрабандистами полиции и арестован. После недолгого пребывания в военной тюрьме в Вильно, его перевели в тюрьму Трубецкого бастиона Петропавловской крепости, где он пробыл полтора года. В мае 1906 года Виленская судебная палата приговорила его к вечному поселению в Восточной Сибири. На пути туда он бежал из Тобольска, но через три месяца его снова арестовали в Москве и приговорили к трём годам каторги.
Каторгу он отбывал в Минской каторжной тюрьме, потом был отправлен в Александровский централ, содержался в Киренской тюрьме. Был выпущен на поселение и оттуда бежал, летом 1911 года прибыл в Париж. Там он жил до весны 1917 года, когда после Февральской революции вернулся в Россию.
С 1918 года жил в Москве, в Черкизове организовал ферму «Бодрое детство», в которой были полеводство и животноводство, кролиководство, пасека и огороды. Все продукты с фермы шли на содержание ближайшего детского дома для беспризорников. Ферма находилась в велении Благуше-Лефортовского райсовета, служащие которого требовали взяток. Так как Таратута их не давал, в 1923 году он был уволен с должности управляющего фермой.
После этого он стал работать в Центральном сельскохозяйственном банке как экономист по организации молочного хозяйства, был агрономом-экономистом треста «Союзконсервмолоко».
13 декабря 1934 года был арестован по обвинению в контрреволюционной анархической деятельности и организации террористической группы. В феврале 1935 года был приговорен Особым совещанием при НКВД к 5 годам политизолятора, находился в заключении в Верхнеуральском и Суздальском политизоляторах. В сентябре 1937 года был расстрелян. Был посмертно реабилитирован в 1955 году.

## Семья
- Сестра — Роза Григорьевна (Рухля Гершковна) Виленская, анархистка, была замужем за анархистом Л. С. Виленским[1][2].
- Первая жена (1903—1907) — анархистка Ольга Ильинична Таратута (урождённая Элька-Голда Эльевна Рувинская); в этом браке в 1903 году родился сын Леонид[3][4].
- Вторая жена (с 1910 года) — Агния Дмитриевна Маркова. Дочь — Евгения Таратута, литературовед. Сын Пётр (1921—?).